# Висакапатнам
Висакапатнам (хинд. विशाखापत्तनम) је град у Индији у савезној држави Андра Прадеш. По подацима из 2001. године у граду је живело 969.608 становника. 

## Становништво
Према незваничним резултатима пописа, у граду је 2011. живело 1.730.320 становника.
| 1991.   | 2001.   | 2011.     |
| ------- | ------- | --------- |
| 752.037 | 982.904 | 1.730.320 |